# Caladium
Caladium es un género de plantas con flores de la familia  Araceae.  Son conocidos popularmente como "oreja de elefante" o "corazón herido" (Tienen una estrecha relación con los géneros  Alocasia, Colocasia, y Xanthosoma). Hay unas 1000 variaciones  de Caladium bicolor desde el original de Sudamérica.

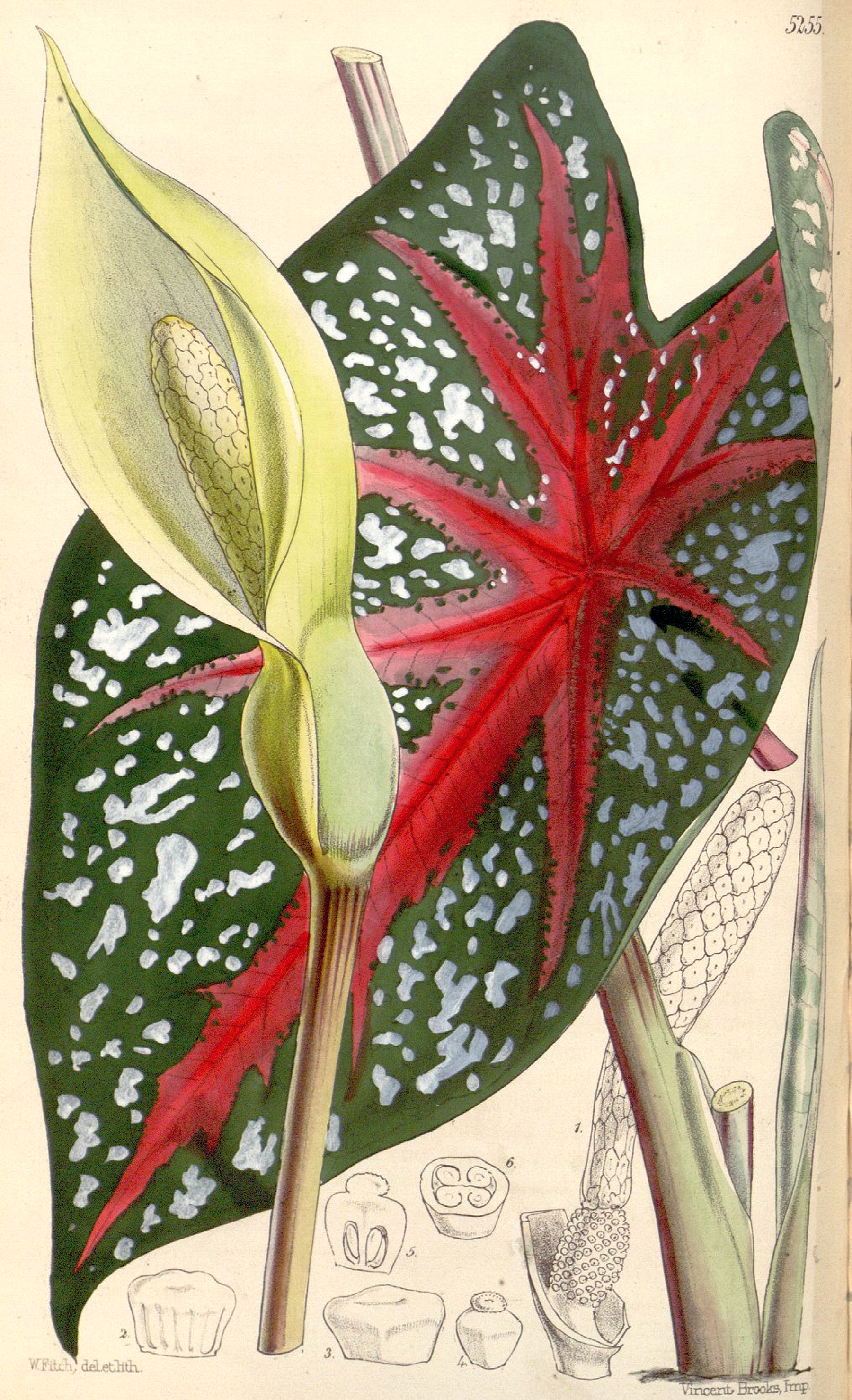
Ilustración

## Descripción
El género Caladium incluye doce especies, nativas de Brasil y Guayana  y regiones vecinas de Sudamérica y de Centroamérica. Crecen en áreas abiertas de la selva en la estación seca. La planta silvestre alcanza 40 a 90 cm de altura con hojas de 15 y 45 cm de largo y ancho, respectivamente. Son plantas herbáceas con tubérculos. Las hoja son radicales, es decir, nacen directamente del tubérculo, aparecen al final de largos tallos (hasta 30 cm de altura) y pueden llegar a medir hasta 60 cm de longitud, el color es muy variado: sobre una base verde, de distinta tonalidad, se alternan matices muy delicados que van desde el marfil al rosa, del blanco al carmesí o al rojo, con dibujos de muchas formas. 
Flores espádices verdosos que envuelven la inflorescencia; no tienen valor ornamental.
No es una planta comestible, suele confundirse con el ocumo produciendo un edema de vías respiratorias en menos de 10 minutos después de su consumo

## Ecología
Como planta de interior; en los países de clima muy cálido y con atmósfera rica en humedad, pueden vivir al aire libre en galerías.
Se exponen a la luz, pero no al sol.
Se plantan al finalizar el invierno.
Se multiplican por división de los pequeños tubérculos que se forman alrededor de los tubérculos adultos, la división se hace en el mismo momento de plantarlos, es decir, en febrero-marzo.

## Taxonomía
El género fue descrito por Étienne Pierre Ventenat y publicado en Magasin Encyclopédique 4: 463. 1800[1801].  La especie tipo es:  Caladium bicolor llamado en Cuba corazón de cabrito.

## Especies
- Caladium andreanum Bogner
- Caladium bicolor (Aiton) Vent. - Mangaraz del Brasil o Papagayo del Brasil[6]
- Caladium coerulescens G.S.Bunting
- Caladium humboldtii (Raf.) Schott
- Caladium lindenii (André) Madison
- Caladium macrotites Schott
- Caladium picturatum K.Koch & C.D.Bouché
- Caladium schomburgkii Schott
- Caladium smaragdinum K.Koch & C.D.Bouché
- Caladium steyermarkii G.S.Bunting
- Caladium ternatum Madison
- Caladium tuberosum (S.Moore) Bogner & Mayo